# Báchlač

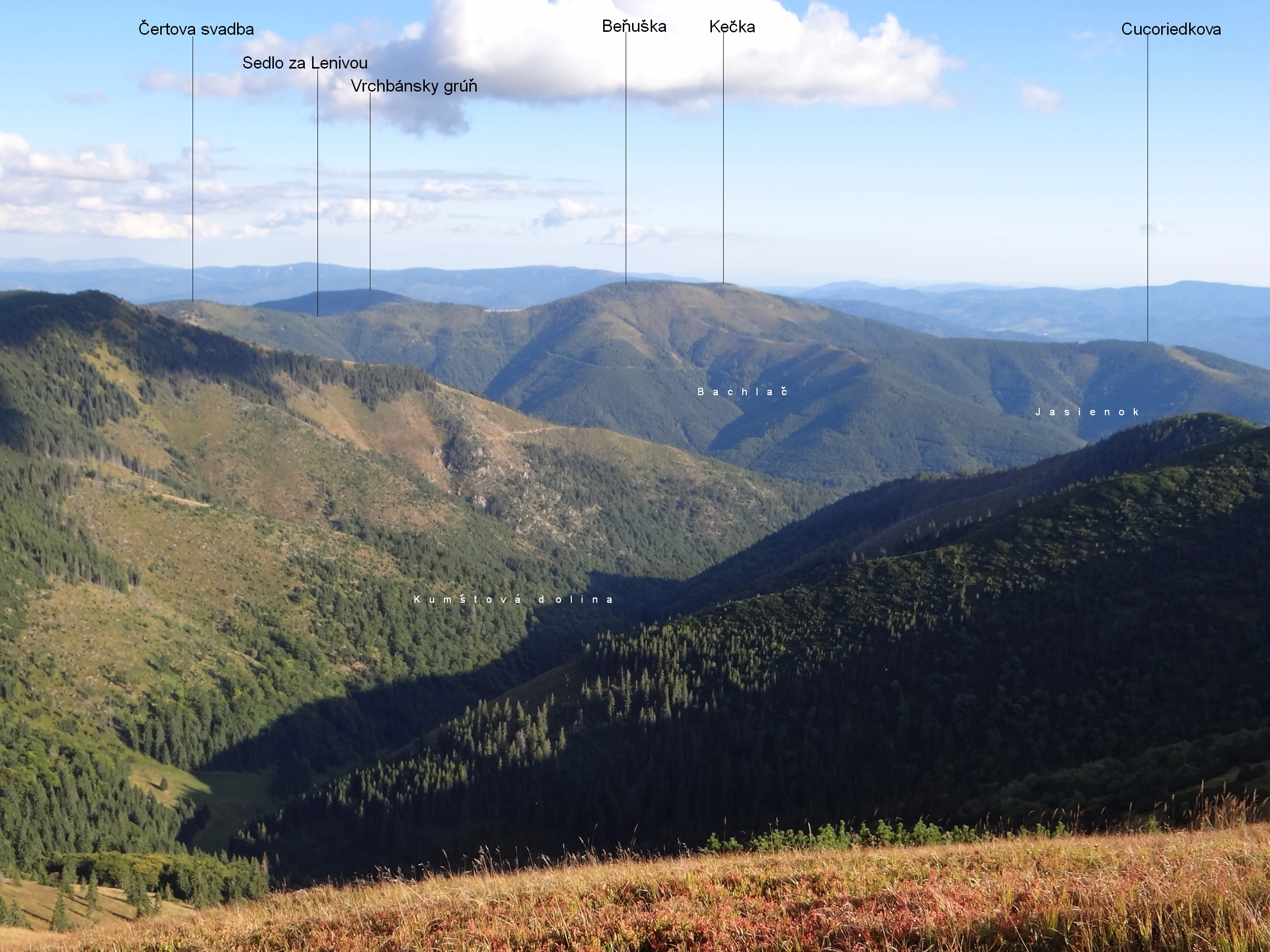

Báchlač – dolina w Niżnych Tatrach na Słowacji. Jest orograficznie lewym odgałęzieniem doliny Štiavnička opadającej spod przełęczy Czertowica (Čertovica, 1238 m) na południowy zachód.
Dolina górą podchodzi pod szczyty Beňuška (1542 m) i Kečka (1529 m), po bokach ograniczają ją północno-zachodnie grzbiety tych szczytów. Dnem doliny spływa potok uchodzący do Štiavnički. Dolina była całkowicie porośnięta lasem, ale w 2019 roku znaczna część stoków jest bezleśna – to skutki potężnej wichury sprzed kilku lat. Tylko najwyższe partie doliny (powyżej poziomicy 1300 m) znajdują się w obrębie Parku Narodowego Niżne Tatry, dolna część stoków jest poza granicami parku.
Zbocza doliny trawersuje droga leśna, którą poprowadzono dwa szlaki rowerowe: nr 5577 (Okolo Beňušky) i 8638.